# Bunodactis aucklandica
Bunodactis aucklandica is een zeeanemonensoort uit de familie Actiniidae.
Bunodactis aucklandica is voor het eerst wetenschappelijk beschreven door Carlgren in 1927.